# Фотожурналистика
Фотожурналистика — особая форма журналистики, использующая фотографию в качестве основного средства выражения.
Фотожурналистика отличается от родственных жанров фотографии (таких как документальная фотография, уличная фотография и фотография знаменитостей) следующими свойствами:
- Время — снимки имеют значение в хронологическом контексте развития событий.
- Объективность — ситуация предполагает, что фотографии будут честными и будут точно воспроизводить запечатлённые события.
- Повествовательность — снимки в сочетании с другими элементами новостей информируют и дают читателю или зрителю представление о сути событий.

Фотожурналисты должны действовать, принимать решения и носить фотографическое оборудование в тех же условиях, что и участники событий (пожар, война, уличные беспорядки), часто подвергаясь одинаковому риску с ними.
Фотожурналистика, как описательный термин, часто подразумевает определённый стиль или подход к созданию изображений. Подход фотожурналистов к беспристрастной фотографии становится популярным и особым стилем коммерческой фотографии. Например, сегодня многие свадебные фотографы снимают в «репортажном» стиле беспристрастные хроники свадебных событий. В случае, если фотограф систематически отражает культурные и общественные события, имеющие культурную и историческую значимость, такой тип фотожурналистики относится к фотохронике.

## Происхождение термина
Изобретение термина фотожурналистика обычно приписывается Клиффу Эдому (1907—1991), 29 лет преподававшему в школе журналистики в Университете Миссури. Там Эдом организовал первую группу фотожурналистики в 1946 году. Другие называют декана Школы Фотожурналистики Френка Л. Мотта.

## Историческая справка

### Начало
До 1880 типографское оборудование не могло правильно воспроизводить фотоснимки. Такие фотографы, как Фрэнк Мидоу Сатклиф, удачно имитировали фоторепортаж, хотя их снимки были в действительности постановочными. Обычно по фотографии художником изготавливалась гравюра, с которой и производилась печать. Первые репортажные фотографии с полей Крымской войны (1853—1856), сделанные британскими репортёрами, такими как Уильям Симпсон из The Illustrated London News или Роджер Фентон, были опубликованы именно таким образом. Аналогично, по фотографиям Мэттью Брэди Гражданской войны в США были сделаны гравюры для публикации в Harper’s Weekly. Оригинальные изображения обычно показывались на выставках или копировались фотографическим способом в ограниченном количестве экземпляров.
Фотожурналистика в современном понимании появилась в результате усовершенствований в полиграфии и фотографии между 1880 и 1897. Первая полутоновая — репродукция новостной фотографии была опубликована 4 марта 1880 года в The Daily Graphic (Нью-Йорк). Изобретенная в 1887 магниевая вспышка позволила фотографам, таким как Якоб Риис непринуждённо снимать в помещениях. Начиная с 1887 года становится возможным воспроизводить полутоновые фотографии на печатающем оборудовании.
Современная фотожурналистика стала возможна с изобретением малогабаритной камеры и высокочувствительных плёнок. Появление малоформатной фотографии, представленной в 1925 году немецкими фотоаппаратами «Leica», внесло много значительных изменений в каждую область фотографии. Новый формат позволил фотографам увидеть обычные и привычные объекты в новых, более смелых перспективах и расширил их возможности лучше видеть и оценивать их очертания и формы в пространстве.
Закулисные съёмки известных международных политических деятелей на конференциях Лиги Наций в конце 1920-х годов делал отличный юрист, владевший многими языками, Эрих Саломон, который одним из первых стал пользоваться малогабаритной камерой в информационных целях. Это его имели в виду, когда говорили, что «необходимы три условия для проведения конференции Лиги Наций: несколько министров иностранных дел, стол и Эрих Саломон». Фотографы газет и журналов с тех пор следуют его манере, снимая по ходу событий, не дожидаясь позирования.
Хотя фотография стала и частью новостей в газетах и журналах с 1897 г., вплоть до 1927 года многие сенсационные новости в жёлтой прессе иллюстрировались гравюрами. Первое телефото было передано компанией Western Union в 1921-м году. В 1935 году агентство «Ассошиэйтед Пресс» начало регулярную передачу фотоснимков по фототелеграфу, резко повысив оперативность новостной фотоинформации.
С выпуском компанией Leica 35 мм камеры в 1925-м году и появлением первых ламп-вспышек между 1927-м и 1930-м годами наступает «золотая эра» фотожурналистики.

### Золотая эра
В «золотую эру» фотожурналистики (1930-е-1950-е) многие журналы (Picture Post (Лондон), Paris Match (Париж), Life (США), Sports Illustrated (США)) и газеты (The Daily Mirror (Лондон), The Daily Graphic (Нью-Йорк)) заработали репутацию и огромную аудиторию во многом благодаря фотографии и таким фотографам, как Роберт Капа, Альфред Эйзенштадт, Маргарет Бурк-Уайт, Уильям Юджин Смит и слабому развитию новостной и репортажной телевизионной журналистики.
Огромный всплеск спроса и предложения качественной фотожурналистики вызвала Вторая мировая война. В своей последней стадии война также стимулировала появление на рынке новых более быстрых и компактных камер из Японии, Европы и США.
Поначалу под фотографиями в газетах не указывалось имя фотографа. Возможно, это не считалось необходимым, а может, сами фотографы не горели желанием быть названными, потому что долгое время даже самые выдающиеся фотографии очень плохо поддавались воспроизведению в газетах.
До 1980-х большинство газет печаталось по технологии высокой печати, используя легко смешиваемую масляную краску, желтоватую низкокачественную «газетную» бумагу и грубо выгравированные изображения.
Текст был читаем, но точки фотогравировки, из которых формировались изображения, почти всегда были размазанными и нечёткими настолько, что даже когда фотография была крупной, мутная репродукция часто заставляла читателей перечитать подпись, чтобы понять, что на ней изображено.
В 1980-х годах большинство газет перешло на офсетную печать, которая позволяла воспроизводить фотографии более достоверно на белой, более качественной, бумаге.
Life, один из самых популярных американских еженедельных журналов, с 1936 до начала 1970-х, напротив, был полон фотографий, великолепно напечатанных на широкоформатной глянцевой бумаге. Life часто публиковал фотоагентств UPI и AP, которые также печатались и в других изданиях, но качественная журнальная версия — это было совсем другое дело.
Фотографы журнала получили известность большей частью потому, что их фотографии были достаточно понятны, чтобы быть признанными, а их имена всегда появлялись рядом с их работами. Life стал стандартом, по которому публика оценивала фотографии, и многие современные книги по фотографии говорят о фотожурналистике так, как если бы она была исключительной областью журнальных фотографов.
The Best of Life (1973), например, открывается групповой фотографией (1960) на разворот, на которой запечатлены 39 знаменитых фотографов Life. Но 300 страницами позже, в списке авторов, обнаруживается, что множество из «лучших фото» Life были сделаны анонимными фотографами AP и UPI.

### Признание в мире искусства
Со второй половины 1970-х годов фотожурналистика и документальная фотография, бок о бок с художественной фотографией, всё больше и больше занимают места в художественных галереях.

### История фотожурналистики в России
В 1994 году в стране был проведён первый фестиваль профессиональной документальной фотографии России, балтийских государств и стран СНГ «ИнтерФото». Фестивали проводились до 2004 года.
В рамках «ИнтерФото» проходил ежегодный конкурс и выставки «ПрессФотоРоссии»,.
13 января 2010 года в День российской печати российские фотожурналисты впервые выступили с акцией протеста на Красной площади в Москве, где с 2008 года приказом ФСО России запрещена фотосъёмка с использованием любой профессиональной фотоаппаратуры, в частности с объективом длиной свыше 7 сантиметров. Группа из 20 фоторепортёров газет, журналов и мировых фотоагентств провели флешмоб, в ходе которого производили фотосъёмки, используя профессиональную аппаратуру.

## Жанры

### Новостная фотожурналистика
Ежедневная съёмка текущих событий, не важно — местного или международного масштаба. Материалы, относящиеся к международным событиям, поставляют на мировой рынок такие агентства, как Reuters, AP и AFP, а локальные новости — прерогатива более мелких и специализированных агентств или только начинающих карьеру свободных фотографов.

### Репортажная фотожурналистика
Репортаж — это та же работа с новостями, но растянутая во времени: в среднем на неделю. Хороший репортаж — это история, и фотограф должен уметь рассказать эту историю достаточно увлекательно и ярко. 

### Документальная фотожурналистика
По сути, это тот же репортаж, но уже заключённый в жёсткие временные и редакторские рамки.

## Профессиональные организации
Датский Союз фотографов прессы (Pressefotografforbundet) был первой национальной организацией новостных фотографов в мире. Он был основан в 1912 году в Дании шестью фоторепортёрами в Копенгагене. Сегодня он насчитывает около 800 членов.
В 1946 году в США была основана Национальная организация фотографов прессы (NPPA), насчитывает приблизительно 10 тыс. членов. В России попытка создать первую профессиональную гильдию фотожурналистов Pressunion была предпринята в Москве в 2008 году, но по состоянию на апрель 2009 года дело не продвинулось дальше создания закрытого сообщества в ЖЖ.
Некоторые другие организации:
- British Press Photographers Association, 1984
- Hong Kong Press Photographers Association, 1989
- Northern Ireland Press Photographers Association, 2000
- Pressfotografernas Klubb Sweden, 1930
- PK — Pressefotografenes Klubb Норвегия

Новостные организации и школы журналистики учредили множество разнообразных наград для фотожурналистов. Начиная с 1968 Пулитцеровская премия присуждается в следующих категориях фотожурналистики: 'Feature Photography', 'Spot News Photography' и 'Capture the Moment'. Другие награды: World Press Photo, Лучшее из фотожурналистики и Фотография года.

## Этические и правовые моменты
Фотожурналисты работают в тех же рамках объективности, что и остальные журналисты. Что снять, как кадрировать и как отредактировать — вопросы, которые постоянно решает фотожурналист.
Часто этический конфликт может быть смягчён или усилен действиями редактора или фоторедактора, к которым переходят снимки сразу, как только они поступают в редакцию. Фотожурналист часто лишён возможности повлиять на то, как будут использованы его снимки.
Опасность цифровой фотографии в том, что она предоставляет новые способы манипуляции, воспроизведения и передачи изображений. Это неизбежно усложняет множество этических проблем. См. статью «Репортаж с фотожабой».
Национальная ассоциация фотографов прессы США и другие организации создали Этический кодекс.
Основные этические аспекты вписываются в общее законодательство. Законы, относящиеся к фотографии, могут сильно разниться в разных государствах. Ситуация сильно осложняется, когда фоторепортаж, снятый в одной стране, будет затем опубликован во множестве других.

## Кризис фотожурналистики
С 1990-х годов телевидение, имевшее несравнимо большие бюджеты благодаря рекламе, стремительно развивалось, изменяя подачу новостей — вместо диктора в студии, читавшего по бумажке, в обиход пришли прямые трансляции с мест событий. Не скупились телекомпании и на дорогие качественные репортажи. Как следствие, стали падать тиражи у печатных изданий, цветных иллюстрированных журналов, не способных конкурировать в оперативности с телевидением. Экономический кризис поразил большинство мировых фотожурналистских агентств. За этим последовала частичная потеря авторских прав, понижение ставок фотографов. Тройка основных информационных мировых агентств, ранее сосредоточенных преимущественно на текстовой информации — Associated Press, Agence France Press и Reuters наняли за фиксированную зарплату фотографов — профессионалов высокого класса, тем самым резко повысили качество своей новостной фотографической продукции, которую стали охотно покупать газеты и журналы по недорогой годовой подписке. В результате чего большинство мелких и средних и даже крупных агентств, не имевшие возможности предложить таких демпинговых условий, были вытеснены с рынка.
Приход новых технологий, в частности появление на рынке Royalty-free фотографий, за которые не надо платить, лишь усугубил кризис. Газеты и журналы стали охотно приобретать за бесценок любительские фотографии, а интернет оказался перенасыщен визуальной информацией, что существенно сказалось на уровне фотожурналистов и способствовало разорению журналистских агентств.
В России в начале XXI века стало нормой пренебрежение авторским правом фотографов и кража фотографий из сети Интернет с целью публикаций на страницах печатных СМИ. Многим репортажным фотографам пришлось уйти в коммерческую фотографию ради того, чтобы выжить
В 2009 году основатель и директор фестиваля фотожурналистики Visa Pour l’Image во французском Перпиньяне Жан-Франсуа Леруа осудил крупные фотоагентства (прежде всего — Associated Press, AFP, Reuters) за то, что они «старательно роют могилу для своей профессии», предлагая средствам массовой информации подписные схемы, основанные на очень больших скидках. Леруа утверждает, что это ухудшает ситуацию для фотожурналистов, которым приходится делать вывод о ненужности этого вида творчества:
Многие агентства сейчас применяют схемы, основанные на принципе единых тарифных ставок и подписки, которые очень нравятся журналам и газетам (…) Эти схемы придуманы людьми, чьей целью является только прибыль. Предлагая подобные  схемы, они роют могилу для профессии. Вряд ли нужно упоминать журнальные фотоотделы с менеджментом, нацеленным на получение прибыли, которые используют любительские фото веб-сайты, и платящие одно или два евро за кадр. Подобные технологии распространяются всё шире, и, в результате, фотожурналисты обнаруживают, что не способны финансировать свою работу над фотоисториями, требующими углублённой работы. В этом году, я могу насчитать меньше дюжины фотографов, у которых есть задания журналов на создание реальных новостных репортажей, позволяющих фотографу жить за счёт своей работы и платить по счетам в конце месяца
В августе 2009 года объявило о своём банкротстве одно из ведущих мировых журналистских агентств «Гамма», существовавшее с 1966 года. По данным французской газеты L’Humanité на сентябрь 2009, за год в мире закрылись более 20 процентов агентств, специализирующихся на фотожурналистике. По мнению журналиста газеты, издания стали интересовать лишь как максимально большая скорость в получении фотографий с места событий, а не качество материала и вдумчивость фотографа в работе над темами и репортажами.
В сентябре 2009 года руководство итальянского агентства Grazia Neri объявило о планах закрыть предприятие. Падение доходов за 2008 год составило более 40 процентов, за год был в два раза сокращён персонал.
На «плаву» остаются лишь агентства, находящиеся на дотациях у государства за счёт налогоплательщиков, например «Франс Пресс» или «РИА Новости»
Исполнительный директор агентства Getty Images Джонатан Клейн, комментируя банкротство многих фотоагентств в августе 2009 года заявил:
Фотожурналистика означает, что фотографы могут рассказать о событии сами, с помощью фотографий. И всегда были места, где они могли опубликовать свои репортажи. Но в сегодняшнем мире медиа многие (если не большинство) из этих мест попросту исчезли
В декабре 2009 года объявило о своём закрытии французское фотоагентство Œil Public, существовавшее 15 лет. В официальном заявлении говорится, что экономический кризис сделал невозможным производство документальных фотоисторий.

## Влияние новых технологий
Маленькие, лёгкие камеры существенно усилили роль фотожурналистики. Начиная с 1960-х встроенные моторы, электрическая вспышка, автофокус, качественные объективы и прочие усовершенствования в камерах сделали процесс фотографирования более лёгким. Новые цифровые камеры сняли ограничение на количество кадров на плёнке, на микродиск или карту памяти фотоаппарата могут поместиться сотни и тысячи кадров.
Содержание является самой важной частью фотожурналистики, но возможности быстрого сбора и редактирования изображения принесли значительные изменения. Каких-нибудь 15 лет назад для сканирования и передачи одной цветной фотографии с места событий в редакцию требовалось около 30 минут. Сегодня фоторепортёр, вооружённый цифровой фотокамерой, мобильным телефоном и ноутбуком, может передать высококачественный снимок в редакцию через считанные минуты после того, как кадр был снят. Камерофоны и портативные устройства спутниковой связи предоставили немыслимые ранее возможности мобильной передачи изображений практически из любой точки земного шара.
Фотожурналистом в наше время может называть себя любой человек, не стремящийся к карьере профессионального фотографа, случайно оказавшийся с фотоаппаратом в центре событий, а затем разместивший (зачастую совершенно бесплатно) фотографии в Интернете. Известны случаи, когда любительские кадры, опубликованные в Интернете, становились сенсацией. С начала XXI века средой для распространения информации и фотографий стала блогосфера. Существуют многочисленные специализированные фотожурналистские блоги на разных языках мира и специализированные сообщества в социальных сетях, например, в сети Facebook.

## Вытеснение профессионалов с рынка
К концу первой декады XXI века традиционную фотожурналистику активно стала теснить так называемая «Гражданская журналистика», появившаяся в странах Европы и США. Люди различных профессий, как правило не имеющие материальных проблем и не стеснённые в отличие от профессионалов СМИ никакими обязательствами перед своими редакциями, занимаются журналистикой, в том числе и фотожурналистикой в качестве хобби, закачивая фотографии в Интернет бесплатно, либо насыщая стоковые фотобанки своими снимками, цена на которые составляет 1 или 2 доллара США, которые охотно приобретают по такой цене традиционные СМИ.
Показательный пример произошёл в Тегеране летом 2009 года: тысячи людей вышли на улицы в знак протеста против результатов президентских выборов в Иране. Ни одному из профессиональных фоторепортёров местные власти не разрешили вести съёмки, журналисты мировых фотоагентств не имели возможности выйти за порог своих отелей. Однако вскоре интернет был переполнен сотнями фотографий, которые сняли на свои «мыльницы» и сотовые телефоны сами участники событий — иранцы.

## Некоторые известные фотожурналисты
- Анри Картье-Брессон
- Александр Бормотов
- Георгий Пинхасов
- Андрей Усов
- Сергей Максимишин
- Александр Земляниченко[23]
- Сергей Гунеев
- Евгений Халдей
- Джеймс Робертсон
- Юрий Сомов
- Якоб Август Риис
- Уильям Юджин Смит
- Уолкер Эванс
- Игорь Филипенко
- Луис Кастаньеда
- Эдди Адамс
- Феликс Беато
- Вернер Бишоф
- Роберт Капа
- Валерий Фаминский
- Роджер Фентон
- Льюис Хайн
- Андре Кертес
- Доротея Ланж
- Мэри Эллен Марк
- Стив Маккарри
- Джеймс Нахтвей
- Рут Оркин
- Себастьян Сальгадо
- Дэвид Сеймур
- Уильям Юджин Смит
- Виджи
- Ли Чжэньшэн
- Esther Bubley
- Kaveh Golestan
- Michael Kush
- Walter Iooss
- Neil Leifer
- Don McCullin
- Susan Meiselas
- Carlos Reyes-Manzo
- Steve Ringman
- George Rodger
- Mohamed Amin
- John Harrington
- Дендербай Егизов